# مفيد المخللاتي
مفيد محمد المخللاتي هو وزير الصحة بعد التعديل الذي تم على حكومة حماس في عام 2012، وجاء خلفًا لـ باسم نعيم أول وزير صحة في حكومة حماس. ولد في مدينة غزة بتاريخ 4 ديسمبر 1955. تولى وزارة الصحة في الحكومة الفلسطينية في غزة في شهر 09/2012 حتى شهر 06/2014.

## الوفاة
تعرض المخللاتي لجلطة قلبية في قسم جراحة القلب المفتوح في المستشفى الأوروبي، وبعد عشرة أيام من خضوعه لعملية قسطرة توفي في صباح الاثنين 23-6-2014.